# Ayapango de Gabriel Ramos Millán
Ayapango de Gabriel Ramos Millán är en mindre stad i Mexiko, och administrativ huvudort i kommunen Ayapango i sydöstra delen av delstaten Mexiko, i den centrala delen av landet. Staden hade 3 687 invånare vid folkräkningen 2010.
Staden grundades år 1563 är mest känd för att sin europeiska arkitektur och hus byggda på tidigt 1900–tal samt ruinerna av klostret 'El Calvario' och ett kulturhus och museum tillägnat Aquiauhtzin Cuauhquiyahuacatzintli, en aztekisk poet under 1400–talet.
Ayapango de Gabriel Ramos Millán har fått sitt namn för att ära Gabriel Ramos Millán, en senator och deputerad under tidigt 1900–tal som föddes i staden.

## Galleri

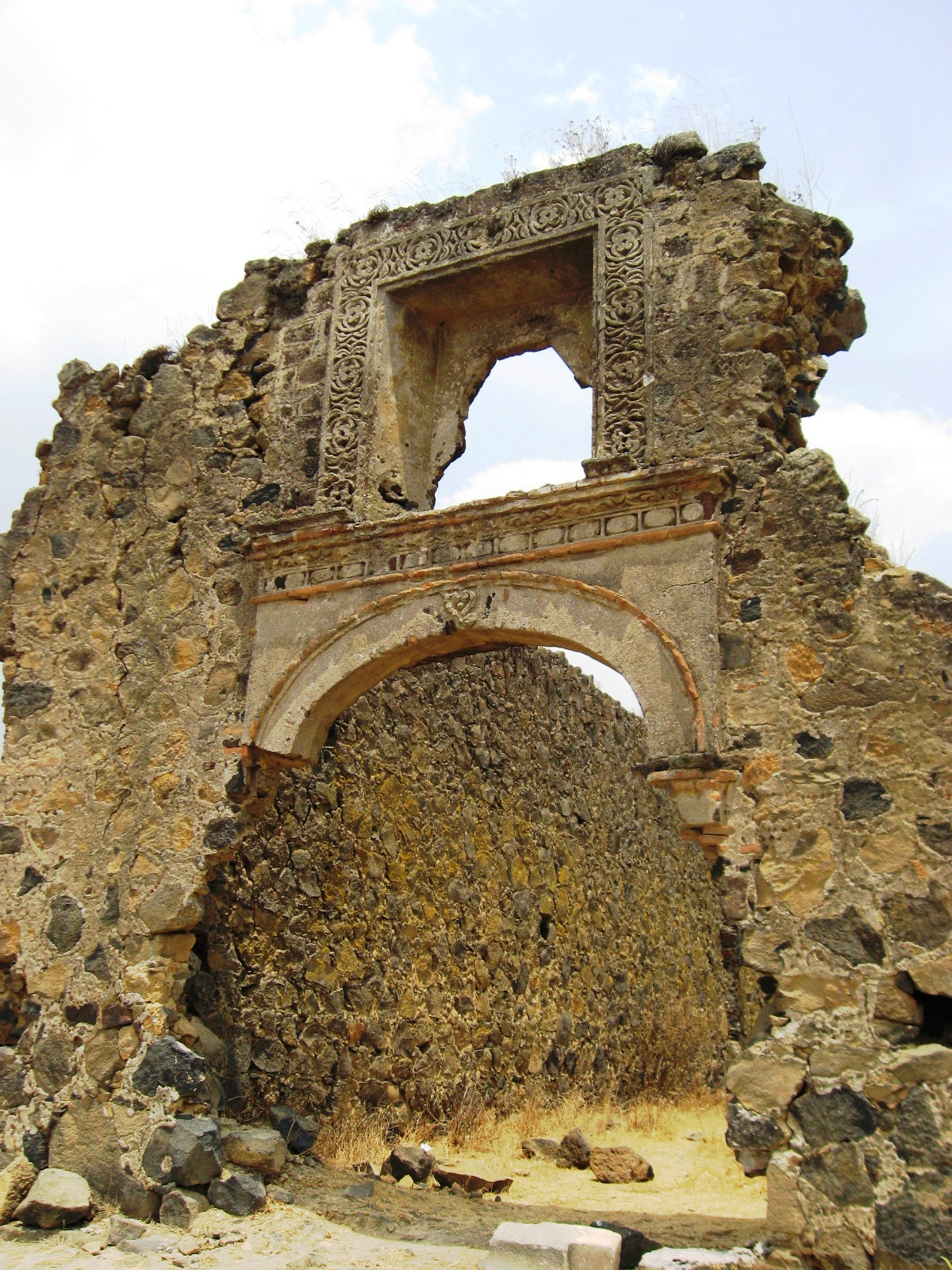
El Calvario, ruiner.
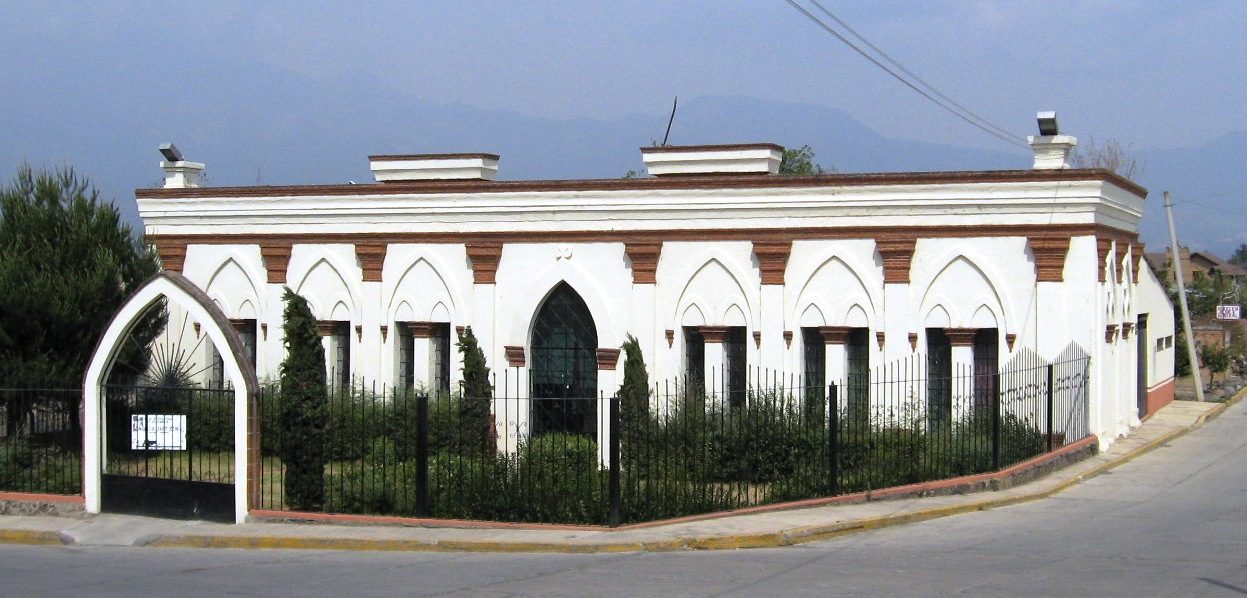
Aquiauhtzin Cuauhquiyahuacatzintli-museet och kulturhuset.
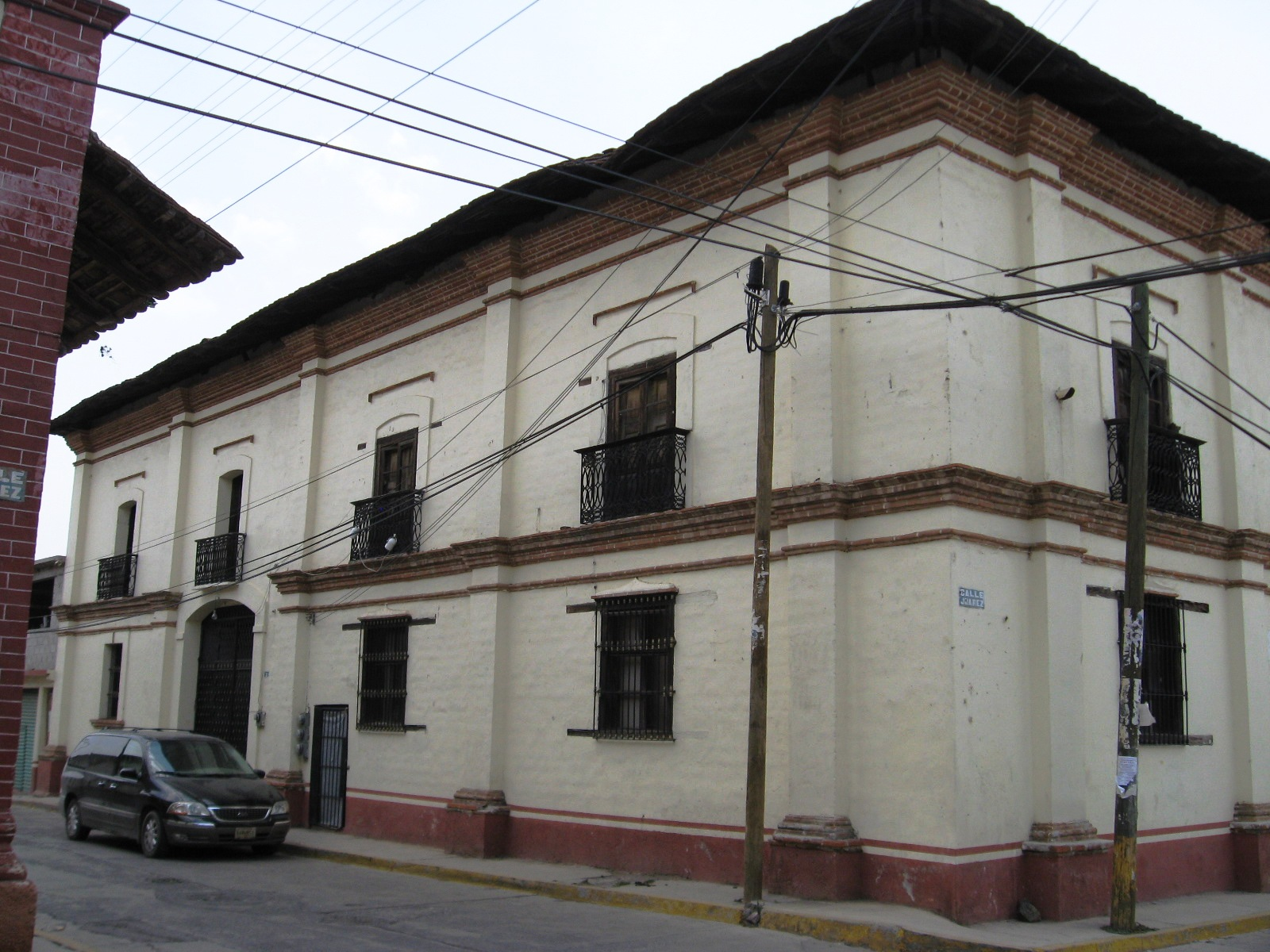
Casa Grande, tydligt exempel på stadens arkitektur.
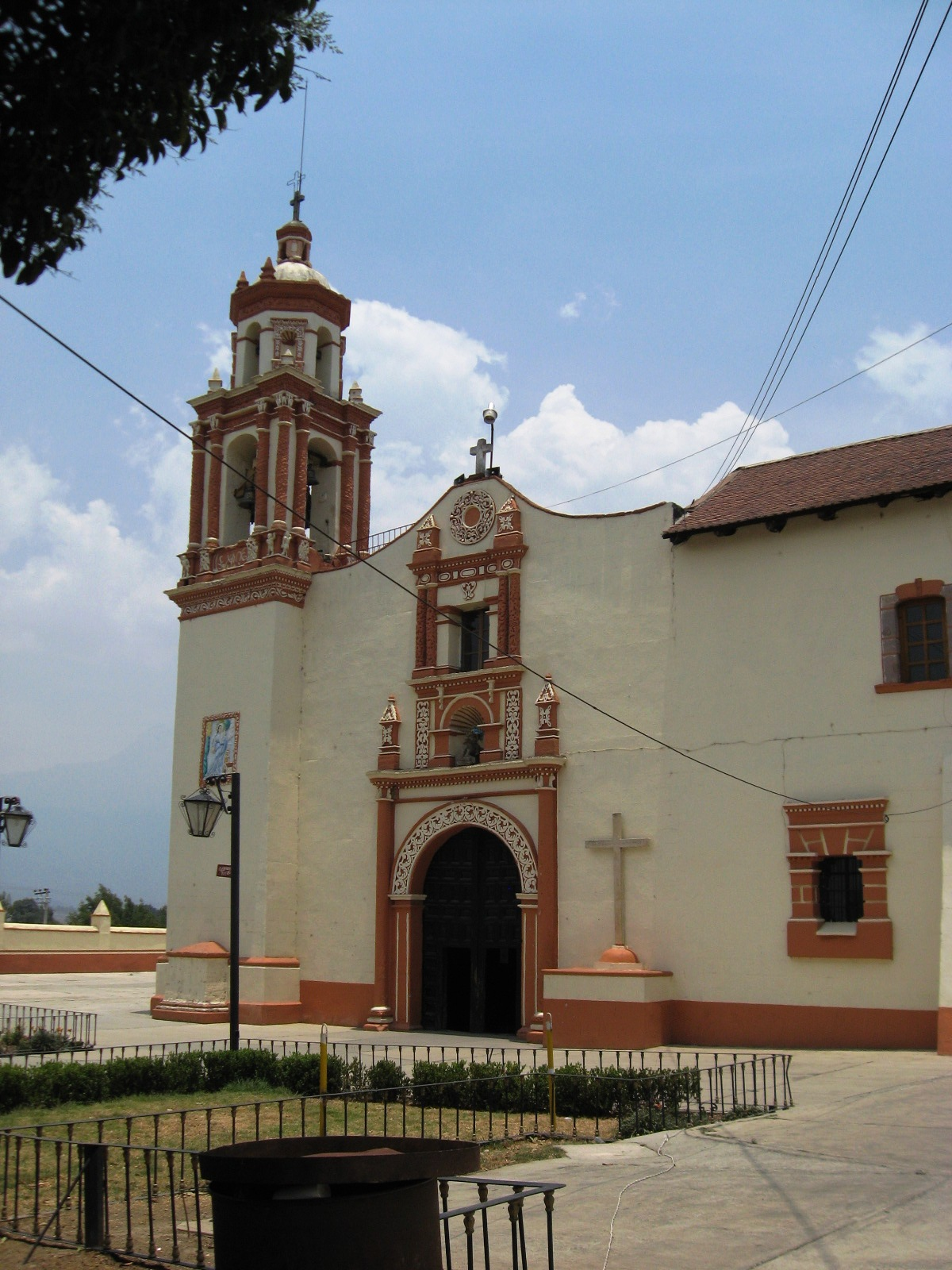
Santiago Apóstol-kyrkan.
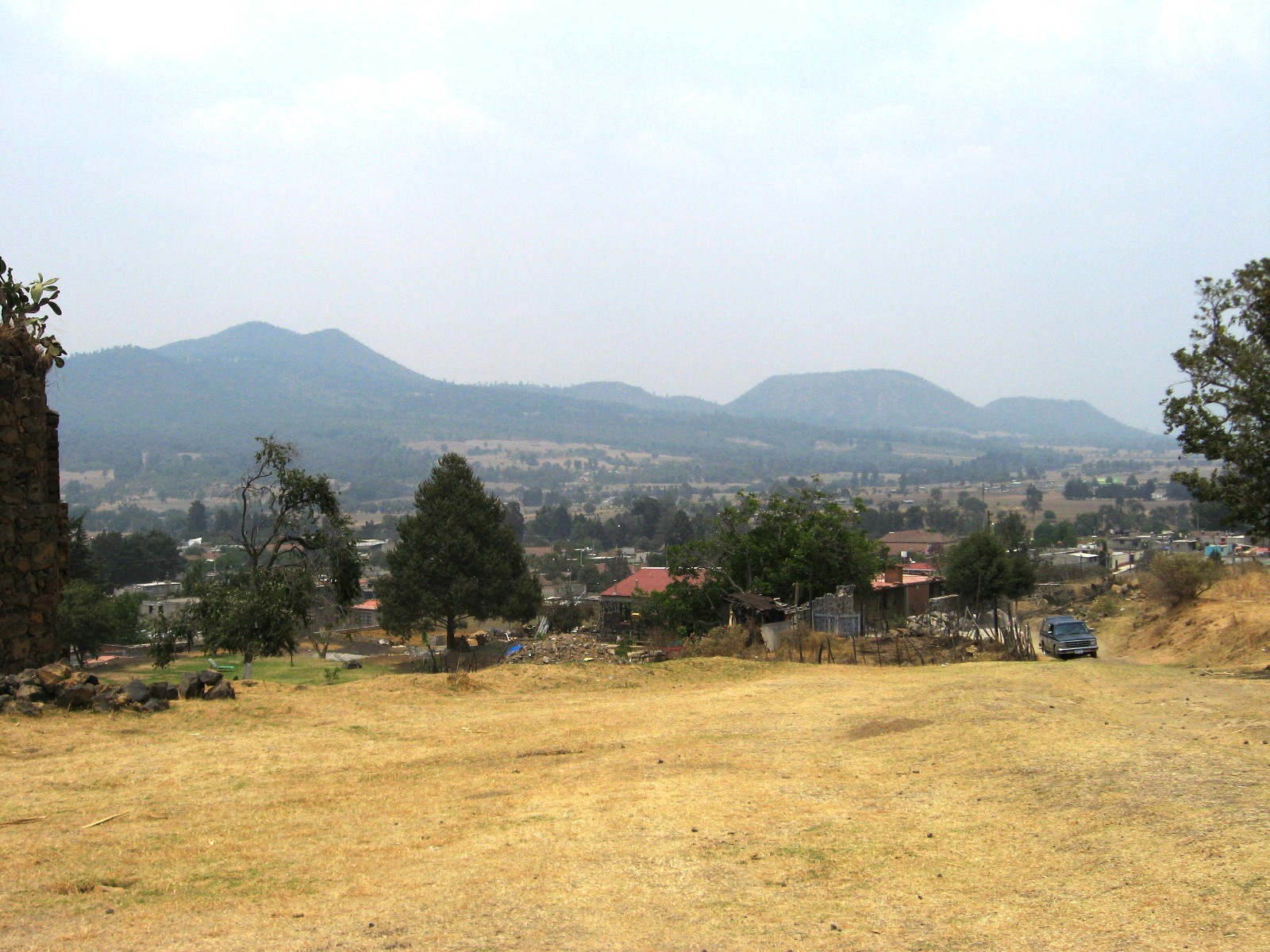
Panoramabild.